# Светско првенство у парабадминтону
Светско првенство у парабадминтону је појединачни догађај који организује Светска бадминтон федерација (BWF). Најбоље рангирани играчи парабадминтона такмиче се у шест спортских класа у пет категорија. Првенство је организовано под окриљем Светске федерације парабадминтона (PBWF) пре него што је одлушено да се придружи BWF-у у јуну 2011. године.

## Класификација урнира
Доња табела даје преглед свих градова и земаља домаћина Светског првенства у парабадминтону.
| Година | Такмичење | Град домаћин                | Датуми                    | Резултати |
| ------ | --------- | --------------------------- | ------------------------- | --------- |
| 1998.  | 1         | Амерсфорт, Холандија        |                           |           |
| 2000.  | 2         | Боркен, Немачка             |                           |           |
| 2001.  | 3         | Кордоба, Шпанија            |                           |           |
| 2003.  | 4         | Кардиф, Велс                |                           |           |
| 2005.  | 5         | Хсинчу, Тајван              |                           |           |
| 2007.  | 6         | Бангкок, Тајланд            | 29. октобар – 2. новембар | Резултати |
| 2009   | 7         | Сеул, Јужна Кореја          | 8–12. септембар           | Резултати |
| 2011.  | 8         | Гватемала (град), Гватемала | 23–26. новембар           | Резултати |
| 2013.  | 9         | Дортмунд, Немачка           | 5–10. новембар            | Резултати |
| 2015.  | 10        | Стоук Мандевил, Енлеска     | 10–13. септембар          | Резултати |
| 2017.  | 11        | Улсан, Јужна Кореја         | 22–26. новембар           | Резултати |
| 2019.  | 12        | Базел, Швајцарска           | 20–25. август             | Резултати |
| 2022.  | 13        | Токио, Јапан                | 1–6. новембар             | Резултати |
| 2024.  | 14        | Патаја, Тајланд             | 20–25. фебруар            | Резултати |
| 2026.  | 15        | Манама, Бахреин             | 7–14. фебруар             |           |